# 북중국표범
북중국표범은 중국대륙에 서식하는 표범의 아종이다. 아무르표범과 비슷한 지역에 사는 경우가 많아서 아종으로 인정하지 않는 학자도 있다. 육식성 이어서 멧돼지, 사슴, 토끼, 영양, 산양 등을 잡아먹는다.